# José Fernández Bremón
José Fernández Bremón (Gerona, 1839-Madrid, 1910) fue un escritor, periodista y dramaturgo español.

## Biografía
Nacido el 12 de abril de 1839 en Gerona, quedó huérfano de padre y madre desde muy niño. Vivió en Madrid desde los tres años educado y criado por su tío José María, quien le inició en el mundillo literario. Emigró a Cuba y México, donde habría hecho fortuna por su laboriosidad y talento natural de no haber deseado ardientemente volver a su patria; ya en ella fue colaborador de El Globo, El Bazar (1874-1875), Blanco y Negro (1891 -1892), El Liberal, El Diario del Pueblo y Nuevo Mundo; fue redactor de La España, que luego dirigió, así como de La Época y La Ilustración Española y Americana; en esta última publicaba una "Crónica general" a la semana comentando los sucesos de actualidad con sátira ligera e ingenio, pero siempre sin decir las cosas a las claras. Denunció, por ejemplo, el interés de las potencias occidentales en ocultar los desmanes y crueldades de Turquía en Bulgaria. Ironizó también la habitual treta de valorar más las apariencias que las esencias en poemas como "Dar liebre por gato" y otras veces descubrió plagios literarios. Otros poemas suyos fueron recogidos en El libro de la Caridad (1879), según Cossío.
Afiliado siempre al Partido Conservador, fue un periodista con gracia particular, oportuno en la anécdota y la broma. Su escepticismo aparente era más bien benevolencia tolerante. Asiduo de la tertulia de María de la Peña, baronesa de las Cortes, sostuvo con Leopoldo Alas "Clarín" una sonada polémica en 1879 que abarcó más de veinte años; Clarín le achacó la culpa de la estruendosa silba que acogió su drama Teresa y le llamó "el Himeto de la crítica en cuanto a dulzura"; por eso fue blanco predilecto de sus Paliques junto a autores como Peregrín García Cadena. Bremón correspondió atacándole cuando vino a dar una conferencia al Ateneo de Madrid en 1886 y en otras ocasiones. Sin embargo, habían sido amigos y ambos se apreciaban como escritores; en 1900 Clarín le llamó:
Chroniqueur fameux, d'un langage très correct et auteur de beaucoup de contes pleins de talent et de fraîcheur charmante. (L. Alas, "L'Espagne. Politique, littérature..." (núm. especial de la Nouvelle Revue Internationale, París, 1900, p. 90.
No dejaron de molestarse tercamente: Bremón silenciaba el nombre del enemigo y este le motejaba de crótalus Bremonensis; además las patrañas inventadas por otros le achacaron «que tuve parte en el fracaso de Teresa, en los juicios [adversos a esta pieza dramática de Alas] de la prensa y en su separación de El Liberal», que Alas creyó eran verdad.
Sus Cuentos (1879) fueron muy apreciados y han sido recientemente reimpresos (Un crimen científico y otros cuentos, Madrid: Lengua de Trapo, 2008). En plena época del Realismo, le interesa la fantasía per se y presagia la literatura de ciencia ficción o ficción científica no ocasionalmente, sino en dos de sus cuentos, "Un crimen científico" (1875) y "M. Dansant, médico aerópata" (1879), que son los mejores de este género en la España del XIX; el primero narra los experimentos de un médico para hacer ver a los ciegos, con marcado aire gótico; el segundo cuenta un rentable timo. En otros imita lo mejor de Charles Dickens. Otras narraciones son Siete historias en una: cuento (Madrid: Imprenta y Estereotipia de El Liberal, 1885) y Gestas o El idioma de los monos (Coruña, 1883). Al teatro lleva un fino humorismo sentimental que no llega nunca a caer en la sensiblería, a pesar de que no llegó a tener éxito con su producción dramática, en la que destacan obras como Dos hijos, Lo que no ve la justicia, Pasión de viejo, El espantajo (1894), Pasión ciega, Los espíritus, El elixir de la vida y La estrella roja (1890). Jordi Jové encuadra su postura filosófica dentro del positivismo comtiano en boga en la época. Falleció el 27 de enero de 1910 en Madrid y fue enterrado en el cementerio de San Isidro. En el momento de su deceso residía en la calle de Génova.